# مرکز دیپلماسی عمومی و رسانه‌ای
مرکز دیپلماسی عمومی و رسانه‌ای یکی از زیرمجموعه‌های وزارت امور خارجه است که در سال ۱۳۹۰ تأسیس شد. ساختار اداری این مرکز در سطح معاونت وزارت‌خانه بوده و رئیس آن، یکی از معاونان وزیر امور خارجه محسوب می‌شود.

## پیشینهٔ تاریخی
براساس نمودار سازمانی مصوب سال ۱۳۱۳، وزارت امور خارجه توسط یک وزیر و یک معاون وزیر اداره می‌شد. ادارات وزارت‌خانه شامل چهار ادارهٔ سیاسی و یک ادارهٔ رمز بود و هفت بخش دیگر نیز در ساختار وزارت قرار داشت که «ادارهٔ اطلاعات و مطبوعات» یکی از بخش‌های فوق بود. نخستین خبرگزاری رسمی در ایران در همین سال به نام آژانس پارس و در ادارهٔ اطلاعات و مطبوعات وزارت امور خارجه تأسیس شد.: ۱۴۷  بخشنامهٔ وزارت مالیه به منظور اعلام مصوبهٔ هیئت وزیران با موضوع «نظامنامهٔ تمرکز اخبار و نشر آن در داخله و خارجه» در تاریخ ۱۶ مرداد ۱۳۱۳ ابلاغ شد که براساس آن، جمع‌آوری و نشر اخبار در انحصار آژانس پارس قرار گرفت. در این نظامنامه، قوانین تدوین و ارسال خبر به ادارهٔ اطلاعات و مطبوعات آورده شده بود و مقام‌ها و رؤسای ادارات و وزارت‌خانه‌ها ملزم شده بودند که بدون اجازهٔ ادارهٔ اطلاعات و مطبوعات، با خبرنگاران ملاقات نداشته باشند. براساس این مصوبه، انتشار اخبار در داخل و خارج کشور، فقط با مجوز این اداره امکان‌پذیر شناخته شده بود. در سال ۱۳۱۹، آژانس پارس از تابعیت ادارهٔ اطلاعات و مطبوعات خارج شده و زیرنظر اداره‌کل انتشارات و تبلیغات (وابسته به نهاد نخست‌وزیری) قرار گرفت.: ۱۴۸ 
سه دهه بعد، ادارهٔ اطلاعات و مطبوعات به سطح اداره‌کل ارتقا پیدا کرد. در دههٔ ۱۳۴۰، وزارت‌خانه دارای چهار معاونت بود که هرکدام از معاونت‌ها دارای اداره‌کل‌های زیرمجموعهٔ خود بودند و «اداره‌کل اطلاعات و مطبوعات» یکی از این بخش‌ها بود. با این حال و برخلاف ساير ادارات که چند اداره زير نظر يک مديرکل و سپس چند اداره‌کل زیر نظر یک معاون وزير قرار داشت، اداره‌کل اطلاعات و مطبوعات در دههٔ ۱۳۵۰ زیرمجموعهٔ هیچ‌کدام از معاونت‌ها نبود و مديرکل آن مستقيماً با وزير امور خارجه ارتباط داشت. تجهیز فنی اداره‌کل اطلاعات و مطبوعات در همین دوران انجام شد. برای این منظور، دستگاه‌های جدید تلکس از سونی خریداری و در وزارت‌خانه راه‌اندازی شد که تمام ساعات شبانه‌روز به خبرگزاری‌های بین‌المللی وصل بودند و متصدیان هر دستگاه موظف بودند که اخبار مهم را فوراً به دست شخص وزیر یا معاونان او برسانند. در سال‌های پایانی پیش از انقلاب ۱۳۵۷، مدیرکل اطلاعات و ‌مطبوعات، سخنگوی رسمی وزارت‌خانه بود که با دعوت از روزنامه‌نگاران به طور جمعی یا اختصاصی مطالب مورد نظر و اخبار وزارت‌خانه از انتصابات تا مسائل سیاسی خاص را در اختیار آن‌ها می‌گذاشت. این اداره دارای یک نشریهٔ هفتگی نیز بود که رابط وزارت با رسانه‌ها بود.
هنگامی که در دی‌ماه ۱۳۵۱، محمود صالحی مدیرکل وقت اطلاعات و مطبوعات به سمت سفیر ایران در تونس منصوب شد، روزنامهٔ اطلاعات از رقابت چشم‌گیر بین تعدادی از مقامات عالی‌رتبهٔ وزارت امور خارجه برای احراز این پست خبر داد. توانایی در حفظ و توسعهٔ روابطِ نزدیک با مطبوعات، دلیل اصلی اهمیت این جایگاه بود. پس از یک ماه، علیرضا هروی سفیر سابق ایران در یوگسلاوی جایگزین صالحی شد. این نخستین بار بود که شخصِ دارای مقام سفارت، در رأس اداره‌کل اطلاعات و مطبوعات قرار گرفت. اتخاذ چنین رویکردی، به منزلهٔ اهمیتی بود که وزارت امور خارجه برای روابط خود با مطبوعات قائل بود. پیش از صالحی، پرویز عدل در جایگاه مدیرکلی قرار شد که به سمت سفیر ایران در کانادا منصوب شده بود. صالحی در سال ۱۳۵۴ مجدداً به سمت مدیرکل اطلاعات و مطبوعات منصوب شده بود. همچنین پرویز عدل که نخستین مدیرکل اطلاعات و مطبوعات از ۱۳۴۶ تا ۱۳۴۸ بود،: ۴۰۱  از سال ۱۳۵۵ دوباره در همین جایگاه قرار گرفت. محمد پورسرتیپ در مرداد ۱۳۵۷ مدیرکل اطلاعات و مطبوعات شد و در این سمت تا خرداد ۱۳۵۸ باقی بود. ساختار اداره‌کل اطلاعات و مطبوعات از سال ۱۳۵۸ برای مدتی به «دفتر اطلاعات و انتشارات» تغییر یافت.
وزارت امور خارجه برای طرح کردن موضوعات مختلف، از سردبیران رسانه‌ها به‌طور موردی برای همکاری دعوت می‌کرد و معمولاً بیانیه‌های وزارت‌خانه «به‌نقل از یک سخنگو» منتشر می‌شدند.: ۲۲۷  محمدحسن قدیری ابیانه مدیرکل اطلاعات و مطبوعات در اواخر دههٔ ۱۳۶۰ بود. او در سال ۱۳۷۰، سفیر ایران در استرالیا شد سپس ناصر نوبری سفیر سابق ایران در شوروی جایگزین قدیری ابیانه شد. نوبری همزمان مدیرکل روابط عمومی و انتشارات نیز بود. او بخش سخنگویی وزارت‌خانه را طراحی و راه‌اندازی کرد ولی تصمیم گرفت فقط مدیر بخش سخنگویی بوده و یکی از معاونان خود را به عنوان سخنگو معرفی کند. پس از دوران پنج سالهٔ مدیریت نوبری، حمیدرضا آصفی سخنگوی جدید و مدیرکل اطلاعات و مطبوعات شد. در دوران سخنگویی او، رابطهٔ فعالانه‌تری با رسانه‌ها شکل گرفت و نشست‌های خبری با حضور خبرنگاران به صورت غیرزنده آغاز شد.: ۲۲۷  همچنین انتشار اخبار وزارت امور خارجه بر روی اینترنت از اردیبهشت ۱۳۷۹ آغاز شد. مرضیه افخم از سال ۱۳۸۱ تا سال ۱۳۸۵، مجتبی قائمی‌مهر از سال ۱۳۸۵ تا سال ۱۳۸۸، و مرتضی درزی رامندی از سال ۱۳۸۸ مدیرکل اطلاعات و مطبوعات بودند.
درزی رامندی پس از تغییرات ساختاری سال ۱۳۹۰، همچنان و به عنوان مدیرکل دیپلماسی رسانه‌ای فعالیت نمود. وی سرانجام در انتهای سال ۱۳۹۲ به عنوان سفیر ایران در اسلوونی اعزام شد و جای خود را به سید محمدعلی حسینی سفیر سابق ایران در ایتالیا داد. حسینی پیش‌تر در ساختار سابق اداره‌کل اطلاعات و مطبوعات، به عنوان سخنگوی وزارت امور خارجه فعالیت داشت. در جریان تغییرات ساختاری سال ۱۳۹۰ که به تأسیس اداره‌کل دیپلماسی عمومی منجر شد، محمدطاهر ربانی سفیر سابق ایران در قطر برای ریاست این اداره‌کل انتخاب شد. ربانی یک سال بعد، سفیر ایران در واتیکان شد و مرضیه افخم، یکی از معاونان وی، به ریاست اداره‌کل دیپلماسی رسانه‌ای رسید. افخم پس از مدت کوتاهی، رئیس مرکز دیپلماسی عمومی و رسانه‌ای شد.

## ساختار

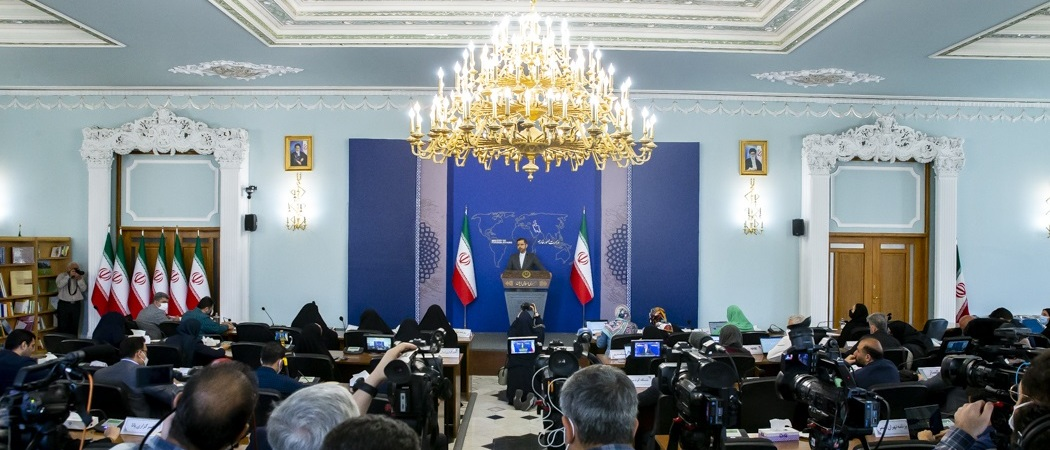
رئیس مرکز دیپلماسی عمومی و رسانه‌ای، سخنگوی وزارت امور خارجه است.

اداره‌کل اطلاعات و مطبوعات که مسئول رسیدگی به فعالیت‌های حوزهٔ رسانه‌ها بود، فعالیت خاصی در دیپلماسی عمومی نداشت. این مسئله باعث ایجاد یک ساختار جدید به نام «اداره‌کل دیپلماسی عمومی» در مرداد ۱۳۹۰ شد و این دو اداره‌کل زیرنظر «مرکز دیپلماسی عمومی و رسانه‌ای» در سطح معاون وزیر به فعالیت خود ادامه دادند. نام اداره‌کل اطلاعات و مطبوعات به اداره‌کل دیپلماسی رسانه‌ای تبدیل شد و اداره‌کل دیپلماسی عمومی مسئول ساماندهی فعالیت‌های قشرهای مختلف مانند ورزشکاران، هنرمندان، دانشجویان و اساتید دانشگاه شد. اداره‌کل‌های فوق در تغییرات ساختاری که از ابتدای بهمن ۱۳۹۶ اعمال شد، تبدیل به معاونت‌های مرکز شدند. همچنین معاونت امور سخنگویی با چهار اداره به ساختار مرکز اضافه شد تا در کنار معاونت‌های دیپلماسی رسانه‌ای و دیپلماسی عمومی، سومین معاونت مرکز را تشکیل دهد. به این ترتیب مرکز دیپلماسی عمومی و رسانه‌ای صاحب دوازده اداره در زیرمجموعهٔ خود شد.
الگوی فعالیت‌های رسانه‌ای مرکز دیپلماسی عمومی و رسانه‌ای در چهار مرحلهٔ متوالی به صورت زیر است:: ۲۳۳–۲۳۰ 
1. رصد: اخبار و اطلاعات رسانه‌ها، سفارت‌خانه‌ها و نمایندگی‌ها دربارهٔ رخدادهای گوناگون کشورها و نیز سیاست‌های اعمالی آن‌ها در ارتباط با ایران گردآوری می‌شود.
2. اقدام: تصمیم‌گیری برای اتخاذ یکی از روش‌های زیر متناسب با موقعیت:
  - موضع‌گیری دربارهٔ اتفاقات روز که دارای سه سطح شامل صدور بیانیه، اعلام موضع از سوی سخنگو، و اعلام موضع از سوی وزیر است؛
  - اطلاع‌رسانی پیرامون سیاست‌های فعلی؛
  - جریان‌سازی رسانه‌ای برای برنامه‌های آتی وزارت امور خارجه.
3. ارزیابی: نحوهٔ اجرای فعالیت‌های پیشین و نیز عملکرد خبرنگاران داخلی و خارجی در نحوهٔ گزارش گفته‌های مقامات ایران بررسی می‌شود.
4. واکنش: در خارجه از کشور، انتشار اخباری دربارهٔ ایران که از سوی وزارت امور خارجه نادرست دانسته شود، می‌تواند منجر به اعتراض سفارت‌خانهٔ واقع در آن کشور یا اعتراض به وزارت خارجهٔ آن کشور شود. در داخل کشور، با اخباری که مغایر منافع ملی تشخیص داده شود، در سه سطح برخورد می‌شود:
  - توصیهٔ شفاهی به رسانهٔ موردنظر برای تغییر محتوای گزارش؛
  - فرستادن نامهٔ رسمی اعتراض وزارت امور خارجه به رسانهٔ موردنظر؛
  - گزارش موضوع به شورای عالی امنیت ملی.

## ارزیابی فعالیت‌ها
دیپلماسی رسانه‌ای
هدف‌گذاری مرکز دیپلماسی عمومی و رسانه‌ای، بهره‌گیری از دیپلماسی رسانه‌ای است. برای مثال، در طول مذاکرات هسته‌ای ایران تلاش شد که از دیپلماسی رسانه‌ای به‌منظور تأثیرگذاری در روند مذاکرات استفاده شود.: ۳۸  با این حال، میزان توجه این مرکز به دیپلماسی رسانه‌ای محل بحث است. شخص‌محور بودن فعالیت‌ها، عدم اتفاق نظر دربارهٔ مفهوم دیپلماسی رسانه‌ای، و عدم توجه کافی به روندهای جدید رسانه‌ای از جمله ضعف‌های شناسایی‌شده در فعالیت‌های این مرکز است.: ۲۳۴ 
دیپلماسی عمومی
در سال‌های نخست تأسیس مرکز دیپلماسی عمومی و رسانه‌ای، گسترش فعالیت در حوزهٔ دیپلماسی عمومی جزو اهداف فعالیت‌ها اعلام شده بود. ارزیابی‌ها نشان می‌دهد که برای پیشبرد اهداف دیپلماسی، اغلب از کنش‌گران دولتی استفاده می‌شود و واگذاری مسئولیت‌ها به کنش‌گران مردمی بسیار محدود است.: ۲۳۸ 

## رئیسان مرکز
| ر. | نام                           | نگاره   | آغاز تصدی       | پایان تصدی      | دولت        | وزیر           | رئیس دولت | م.     |
| -- | ----------------------------- | ------- | --------------- | --------------- | ----------- | -------------- | --------- | ------ |
| ۱  | رامین مهمان‌پرست (زادهٔ ۱۳۳۹)   |         | ۷ شهریور ۱۳۹۰   | ۶ شهریور ۱۳۹۲   | دهم         | صالحی          | احمدی‌نژاد | [ ۲۳ ] |
| ۲  | مرضیه افخم (زادهٔ ۱۳۴۱)        |         | ۶ شهریور ۱۳۹۲   | ۶ آبان ۱۳۹۴     | یازدهم      | ظریف           | روحانی    | [ ۳۴ ] |
| ۳  | حسین جابری انصاری (زادهٔ ۱۳۴۸) |         | ۶ آبان ۱۳۹۴     | ۱۳۹۵            | یازدهم      | ظریف           | روحانی    | [ ۳۵ ] |
| ۴  | بهرام قاسمی (زادهٔ ۱۳۳۵)       |         | ۱۳۹۵            | ۲۴ فروردین ۱۳۹۸ | یازدهم      | ظریف           | روحانی    | [ ۳۶ ] |
| ۴  | بهرام قاسمی (زادهٔ ۱۳۳۵)       | دوازدهم | ۱۳۹۵            | ۲۴ فروردین ۱۳۹۸ |             | ظریف           | روحانی    | [ ۳۶ ] |
| ۵  | سید عباس موسوی (زادهٔ ۱۳۵۰)    |         | ۲۴ فروردین ۱۳۹۸ | ۲۶ مرداد ۱۳۹۹   | [ ۳۷ ]      | ظریف           | روحانی    |        |
| ۶  | سعید خطیب‌زاده (زادهٔ ۱۳۵۸)     |         | ۲۶ مرداد ۱۳۹۹   | ۶ تیر ۱۴۰۱      | [ ۳۸ ]      | ظریف           | روحانی    |        |
| ۶  | سعید خطیب‌زاده (زادهٔ ۱۳۵۸)     | سیزدهم  | ۲۶ مرداد ۱۳۹۹   | ۶ تیر ۱۴۰۱      | [ ۳۸ ]      | امیرعبداللهیان | رئیسی     |        |
| ۷  | ناصر کنعانی (زادهٔ ۱۳۴۹)       | سیزدهم  |                 | ۶ تیر ۱۴۰۱      | ۱۱ مهر ۱۴۰۳ | امیرعبداللهیان | رئیسی     | [ ۳۹ ] |
| ۸  | اسماعیل بقایی (زادهٔ ۱۳۵۴)     |         | ۱۱ مهر ۱۴۰۳     | متصدی           | چهاردهم     | عراقچی         | پزشکیان   | [ ۴۰ ] |